# Grosseto (tỉnh)
Grosseto (Tiếng Ý: Provincia di Grosseto) là một tỉnh ở vùng Tuscany củaÝ. Tỉnh lỵ là thành phố Grosseto.
Tỉnh này có diện tích 4.504 km², tổng dân số là 211.086 người (2001). Có 28 đô thị (danh từ số ít tiếng Ý:comune) ở trong tỉnh này  Lưu trữ ngày 7 tháng 8 năm 2007 tại Wayback Machine.
Đến thời điểm tháng 6 năm 2005, các đô thị chính xếp theo dân số là:
| Đô thị                    | Dân số |
| ------------------------- | ------ |
| Grosseto                  | 75.772 |
| Follonica                 | 21.494 |
| Orbetello                 | 14.905 |
| Monte Argentario          | 12.952 |
| Roccastrada               | 9.314  |
| Massa Marittima           | 8.798  |
| Gavorrano                 | 8.561  |
| Castiglione della Pescaia | 7.409  |
| Manciano                  | 7.213  |

Công viên tự nhiên Maremma nằm ở trong tỉnh này .